# پلنگان (رودان)
پلنگان (رودان)، روستایی از توابع دهستان برنطین شهرستان رودان در استان هرمزگان ایران است. ا

## جمعیت
این روستا در دهستان برنطین قرار دارد و براساس سرشماری مرکز آمار ایران در سال ۱۳۸۵، جمعیت آن ۲۵ نفر (۶خانوار) بوده‌است.